# Abd al Kuri
Abd al Kuri ('Abd-al-Kūrī, وعبد الكوري) es una isla entre Socotora y Somalia, en el noroeste del océano Índico. Al igual que todas las islas del archipiélago de Socotra, pertenece a Yemen, específicamente a la gobernación de Socotra. Se encuentra en el distrito Qulansiyah wa 'Abd-al-Kūrī.
Abd al Kuri es montañosa, excepto un área de 133 km ² plana en todo el istmo central. Tiene 36 km de largo entre el punto más occidental, Ra's Khayşat un Nawm, y el punto más oriental, Ra's Anjara. De ancho, varía entre 2,1 km (en el istmo central) y 5,8 km (en la parte oriental). La costa norte se compone principalmente de playa, con algunas rocas puntuales. La costa sur se compone de acantilados. Al este de Abd al Kuri están las islas de Samhah y Darsah, que en conjunto se conocen como Al Ikhwan ("Los Hermanos").
Tiene una población de unos trescientos habitantes repartidos en tres aldeas. La aldea principal es Kilmia, cerca de la mitad de la costa sur, con vistas a Bandar Salih, con una guarnición militar inmediatamente al noreste de la misma. 

## Historia
El nombre de esta isla proviene del nombre portugués Abedal Curia. 
Durante el siglo XIX, su territorio, así como el de Socotora, fue escenario de varias expediciones arqueológicas. La isla es rica en flora y también se la estudió intensamente durante este siglo, principalmente por las comisiones provenientes de los museos británicos.